# Sternangustum delahayei
Sternangustum delahayei là một loài bọ cánh cứng trong họ Cerambycidae.